# Laura Esquivelová
Laura Esquivel (* 30. září 1950 Ciudad de México) je mexická spisovatelka, scenáristka a politička. Proslavila se především svým prvním románem Como agua para chocolate z roku 1989 (vyšlo slovensky pod názvem Ako voda v čokoláde), který se hlásí k magickému realismu. V letech 2012-2018 byla poslankyní mexického parlamentu za sociálnědemokratickou stranu Morena (Movimiento Regeneración Nacional).